# Toothbrush (singolo)
Toothbrush è un singolo del gruppo musicale statunitense DNCE, pubblicato il 17 maggio 2016 come secondo estratto dal primo EP Swaay. Il brano è stato incluso anche nel primo album in studio del gruppo DNCE.

## Video musicale
Il videoclip, che vede protagonisti Joe Jonas, ovvero il leader e frontman dei Jonas Brothers ed anche dei DNCE, e la modella Ashley Graham, è stato pubblicato il giorno successivo alla pubblicazione del singolo.

## Tracce
Testi e musiche di Joe Jonas, James Ghaleb, Rickard Göransson, Ilya Salmanzadeh.
1. Toothbrush – 3:51

## Classifiche
| Classifica (2016) | Posizione massima |
| ----------------- | ----------------- |
| Australia         | 33                |
| Canada            | 36                |
| Portogallo        | 86                |
| Regno Unito       | 49                |
| Stati Uniti       | 44                |